# Annot
Annot – miejscowość i gmina we Francji, w regionie Prowansja-Alpy-Lazurowe Wybrzeże, w departamencie Alpy Górnej Prowansji.

## Demografia
Według danych na rok 1990 gminę zamieszkiwały 1053 osoby, a gęstość zaludnienia wynosiła 35 osób/km². W styczniu 2015 r. Annot zamieszkiwało 1120 osób, przy gęstości zaludnienia wynoszącej 37,2 osób/km².